# Hentzia
Hentzia  (лат.) — род аранеоморфных пауков из подсемейства Dendryphantinae в семействе пауков-скакунов (Salticidae). Виды этого рода обитают на территории Северной и Центральной Америки, а также на островах в Карибском море.

## Виды
- Hentzia antillana Bryant, 1940 — Вест-Индия
- Hentzia audax Bryant, 1940 — Куба
- Hentzia calypso Richman, 1989 — Ямайка
- Hentzia chekika Richman, 1989 — США, Багамы, Куба
- Hentzia cubana Richman, 1989 — Куба
- Hentzia elegans (Keyserling, 1885) — Северная Америка
- Hentzia fimbriata (F. O. P-Cambridge, 1901) — от Мексики до Колумбии
- Hentzia footei (Petrunkevitch, 1914) — Малые Антильские острова
- Hentzia grenada (Peckham & Peckham, 1894) — США
- Hentzia mandibularis (Bryant, 1943) — остров Гаити
- Hentzia mitrata (Hentz, 1846) — США, Канада, Багамы
- Hentzia palmarum (Hentz, 1832) — Северная Америка, Бермудские острова, Багамы, Куба
- Hentzia parallela (Peckham & Peckham, 1894) — от Гондураса до Тринидада typus
- Hentzia pima Richman, 1989 — США
- Hentzia poenitens (Chamberlin, 1924) — Мексика
- Hentzia squamata (Petrunkevitch, 1930) — Пуэрто-Рико
- Hentzia tibialis Bryant, 1940 — Куба
- Hentzia vernalis (Peckham & Peckham, 1893) — от Колумбии до Сент-Винсента
- Hentzia vittata (Keyserling, 1885) — Большие Антильские острова
- Hentzia whitcombi Richman, 1989 — Пуэрто-Рико, Малые Антильские острова
- Hentzia zombia Richman, 1989 — Гаити